# Rafael González Martín
Rafael González Martín (Las Palmas de Gran Canaria, 28 de febrer de 1903 - Barcelona, 28 de novembre de 1961) fou un jugador de futbol canari de la dècada de 1920.

## Trajectòria
Jugava a la posició de defensa esquerre. Inicià la seva trajectòria al CD Gran canaria, fitxant posteriorment pel principal club de Gran Canària del moment, el Marino FC. El 30 de juliol de 1925, embarcà cap a Catalunya per fitxar pel RCD Espanyol, on coincidí amb els compatriotes José Padrón El Sueco i Rafael Oramas. En total romangué quatre temporades al club blanc-i-blau, disputant 12 partits de lliga la darrera temporada. Fou un dels jugadors que disputà la final de Copa disputada el 3 de febrer de 1929 al camp de Mestalla, València, en la qual l'Espanyol es proclamà campió en vèncer per 2 a 1 el Reial Madrid. També guanyà el campionat de Catalunya aquesta mateixa temporada. Una greu lesió patida a l'estadi de Montjuïc precipità la seva retirada, esdevenint posteriorment entrenador. Dirigí el Zaragoza CD (1931-32, on també fou jugador suplent), el CD Logroño (1933), el FC Vic (1936) i el Girona FC (1940-41). Establí la seva residència a Barcelona, on s'havia casat i on morí el 1961.

## Palmarès
- Copa d'Espanya: 1928-29
- Campionat de Catalunya: 1928-29